# Ortopla noduna
Ortopla noduna là một loài bướm đêm trong họ Noctuidae.